# Padilla boritandroka
Padilla boritandroka är en spindelart som beskrevs av Daniela Andriamalala 2007. Padilla boritandroka ingår i släktet Padilla och familjen hoppspindlar. Inga underarter finns listade i Catalogue of Life.